# Michael Caine (lied)
Michael Caine is een single uit 1984 van de Britse ska-popband Madness. Het is geschreven en gezongen door Carl 'Chas Smash' Smyth (in plaats van frontman Suggs) en haalde in Engeland de elfde plaats. De B-kant is If You Think There's Something

## Achtergrond
Michael Caine werd eind 1983 opgenomen voor het album Keep Moving met samples van de gelijknamige acteur, die zegt: "My name is Michael Caine". Caine wilde aanvankelijk niet meewerken, maar dankzij zijn dochter, een groot fan van Madness, ging hij toch overstag. 
Het nummer werd op 30 januari 1984 uitgebracht; pianist en oprichter Mike Barson was op dat moment al opgestapt maar werkte nog wel mee aan de videoclip die een eerbetoon was aan de bijna 20 jaar oude spionagefilm The IPCRESS File (1965). De naar Amsterdam verhuisde Barson was er echter niet op voorbereid dat de opnamen vertraging opliepen en is daarom alleen aan het begin van de clip te zien. 
In de voor Madness-begrippen serieuze clip speelt Smyth een rechercheur die door Suggs wordt getipt over de verblijfplaats van 'Michael Caine' (gespeeld door gitarist Chris Foreman). Hij gaat er met de rest van de band op af om hem aan een verhoor te onderwerpen. Vergeefs, "he can't remember his own name".
Smyth, die de controverse rond de twee jaar oude single Cardiac Arrest niet was vergeten, zou later onthullen dat de hij-figuur uit Michael Caine een informant was in de Ierse kwestie. "En zodra je informant wordt kun je het verder wel schudden; je opdrachtgevers zien je als een verklikker en degenen die worden verklikt willen je bloed zien".
Suggs · Mike Barson · Lee Thompson · Chris Foreman · Mark Bedford · Daniel Woodgate · Chas Smash